# 陳真 (アナウンサー)
陳 真（ちんしん、1932年6月14日 - 2005年1月4日）は、中華人民共和国北京放送のアナウンサー。NHK『中国語講座』（テレビ・ラジオ）の講師なども務めた。

## 日本から台湾をへて大陸へ
- 1932年6月14日、台湾・高雄出身の言語学者の父・陳文彬と台湾・嘉義を本籍とする医師・薬剤師の母・何灼華の次女として東京府の荻窪に生まれる。「陳蕙貞」と命名される[2]。
- 1937年から1944年に新潟に学童疎開するまで、東京・経堂の堀家（経済学者の堀江邑一）に預けられる（週末は陳家で過ごす）[3]。
- 1946年、父陳文彬が台湾大学に赴任するのにともない、台湾台北に転居[4]。
- 父の友人蘇新の勧めで台北転居後より14歳で文筆活動を開始[5]。
- 1947年、二・二八事件勃発。陳文彬が逮捕され、のこる家族（陳蕙貞、母、姉）は台北赤十字病院に避難[6]。
- 1947年秋、父陳文彬の台湾脱出にともない、国府当局からの迫害強化を予想、姉を弁護士にあずけ、母とともに逃避行を開始[7]。
- 1948年夏、姉と再合流し、3人で香港へ脱出[8]。
- 1949年8月末、天津で父陳文彬と再会[9]。
- 1949年8月末、北平の広播電台（放送局）に就職[10]、この時に「陳真」と改名[11]。
- 1951年4月-1954年、粟粒結核のため、黒山扈サナトリウムで療養[11]。
- 1991年-2000年　日本に長期出張、NHK『中国語講座』（テレビ・ラジオ）の講師を担当
- 2005年　胃癌により逝去。

## 学歴と職歴
学歴
- 1938年-1944年　自由ヶ丘学園、中野区新井小学校など[12]。
- 1946年-1947年　台北第一女子中学に編入[13]。中退？

職歴
- 1949年-2000年？ 北京放送（北平新華放送局〜中国国際広播電台）

## 著作
- 『漂浪の子羊』台北・陳蕙貞文芸出版後援会、1946年10月25日（私家版、日本語著書）
- 『陳真さんの北京だより―くらしとことば』東京・大修館書店、1989年6月1日（日本語著書） ISBN 978-4469230659
- 『北京放送 中国語で話そう〈生活篇〉』東京・東方書店、2001年1月1日（日本語著書） ISBN 978-4497892539
- 『柳絮降る北京より―マイクとともに歩んだ半世紀』東京・東方書店、2001年1月1日（日本語著書） ISBN 9784497201010
- 『北京暮らし今昔』里文出版、2005年1月1日（日本語著書）

共著
- 李明『生き生き中国語』 同学社、1998年2月1日　ISBN 978-4810201796

## 担当の語学講座
- 1962年-1966年 中国語講座（北京放送）
- 1973年-2000年 中国語講座 初級・中級（北京放送）[14]
- 1982年5月-1996年 「日曜日の楽しい日本語/星期日日语」（中国中央テレビ第一チャンネル）[15]
- 1991年5月-2000年 中国語講座（NHKラジオ・テレビ）